# Brent Briscoe
Brent Briscoe (Moberly, 21 maggio 1961 – Burbank, 18 ottobre 2017) è stato un attore statunitense.

## Filmografia

### Cinema
- Lama tagliente - regia di Billy Bob Thornton (1996)
- U Turn - Inversione di marcia - regia di Oliver Stone (1997)
- Un altro giorno in paradiso - regia di Larry Clark (1998)
- Soldi sporchi - regia di Sam Raimi (1998)
- Il bambino venuto dal mare - Film TV (1999)
- The Killer - Ritratto di un assassino - regia di Hampton Fancher (1999)
- Pazzi in Alabama - regia di Antonio Banderas  (1999)
- Il miglio verde - regia di Frank Darabont (1999)
- Man on the Moon - regia di Miloš Forman (1999)
- Beautiful - Una vita da miss - regia di Sally Field (2000)
- Double Take - regia di George Gallo (2001)
- Driven  - regia di Renny Harlin (2001)
- Dimmi che non è vero - regia  di James B. Rogers (2001)
- Mulholland Drive - regia di David Lynch (2001)
- The Majestic - regia di Frank Darabont (2001)
- Amici di... letti - regia di Jordan Brady (2002)
- Big Empty - Tradimento fatale - regia di Steve Anderson (2003)
- Spider-Man 2 - regia di Sam Raimi (2004)
- Twitches - Gemelle streghelle - Film TV (2005)
- The Messengers  - regia di Fratelli Pang (2007)
- Nella valle di Elah - regia di Paul Haggis (2007)
- Mr. Woodcock - regia di Craig Gillespie (2007)
- Il mistero delle pagine perdute - regia di Jon Turteltaub (2007)
- Yes Man  - regia di Peyton Reed (2008)
- Extract - regia di Mike Judge (2009)
- The Killer Inside Me - regia di Michael Winterbottom (2010)
- Dirty Girl, regia di Abe Sylvia (2010)
- Jayne Mansfield's Car - L'ultimo desiderio - regia di Billy Bob Thornton (2012)
- Il cavaliere oscuro - Il ritorno - regia di Christopher Nolan (2012)
- Beneath  (2013)
- Tempo limite - Regia di Peter Billingsley (2016)

### Televisione
- Dr. House - Medical Division (2005) (1 episodio)
- Parks and Recreation (2011-2013) (ruolo continuato)
- Hell on Wheels (2013-2014)
- Justified  (1 episodio) (2015)
- Twin Peaks  (2017)
- Brooklyn Nine-Nine (2013-2019)

## Doppiatori italiani
Nelle versioni in italiano delle opere in cui ha recitato, Brent Briscoe è stato doppiato da:
- Roberto Stocchi in The Majestic, Twin Peaks, Desperate Housewives
- Gerolamo Alchieri ne Il mistero delle pagine perdute, NCIS: Los Angeles
- Renato Cecchetto in Lama tagliente
- Eugenio Marinelli in Soldi sporchi
- Giorgio Lopez in Pazzi in Alabama
- Mario Bombardieri in Double Take
- Enzo Avolio in Dimmi che non è vero
- Paolo Lombardi in Mulholland Drive
- Riccardo Peroni in Big Empty - Tradimento fatale
- Wladimiro Grana in CSI - Scena del crimine (ep. 5x02)
- Vladimiro Conti in CSI - Scena del crimine (ep. 10x14)
- Fabrizio Temperini in Nella valle di Elah
- Gianluca Machelli ne Il Cavaliere Oscuro - Il ritorno
- Claudio Fattoretto in Spider Man 2
- Giovanni Petrucci in Grey's Anatomy
- Sergio Di Giulio in Yes Man
- Paolo Buglioni in The Killer Inside Me
- Gabriele Martini in Parks and Recreation
- Gianluca Tusco in Perception
- Augusto Di Bono in Scandal
- Nino Prester in Golia

Da doppiatore è sostituito da:
- Angelo Nicotra in Pazzi in Alabama